# Облученское городское поселение
Облученское городско́е поселе́ние — муниципальное образование в Облученском районе Еврейской автономной области Российской Федерации.
Административный центр — город Облучье.

## История
Статус и границы городского поселения установлены Законом Еврейской автономной области от 26 ноября 2003 года № 229-ОЗ «О статусе и границе Облученского муниципального района»

## Население
| 2010  | 2011  | 2012  | 2013    | 2014    | 2015    | 2016    |
| ----- | ----- | ----- | ------- | ------- | ------- | ------- |
| 9393  | ↘9317 | ↘9046 | ↗10 259 | ↘10 168 | ↘10 069 | ↘10 022 |
| 2017  | 2018  | 2019  | 2020    | 2021    | 2023    |         |
| ↘9983 | ↘9766 | ↘9597 | ↘9567   | ↘8877   | ↘8677   |         |

## Состав городского поселения
| № | Населённый пункт | Тип населённого пункта        | Население |
| - | ---------------- | ----------------------------- | --------- |
| 1 | Лагар-Аул        | железнодорожная станция       | ↘7        |
| 2 | Облучье          | город, административный центр | ↘7831     |
| 3 | Соловьёвка       | село                          | ↘18       |
| 4 | Сутара           | село                          | ↘7        |
| 5 | Ударный          | железнодорожная станция       | ↘0        |
| 6 | Хинганск         | пгт                           | ↘837      |